# Milo (Alberta)
Pour les articles homonymes, voir Milo.
Milo est un village (village) du Comté de Vulcan, situé dans la province canadienne d'Alberta.

## Démographie
En tant que localité désignée dans le recensement de 2011, Milo a une population de 122 habitants dans 57 de ses 64 logements, soit une variation de 22.0% avec la population de 2006. Avec une superficie de 1,043 9 km2, village possède une densité de population de 116,869 4 hab/km2 en 2011.
Concernant le recensement de 2006, Milo abritait 100 habitants dans 53 de ses 58 logements. Avec une superficie de 0,480 0 km2, village possédait une densité de population de 208,3 hab/km2 en 2006.
| 2001 | 2006 | 2011 | 2016 |
| ---- | ---- | ---- | ---- |
| 115  | 100  | 122  | 91   |